# Eumorpha obliquus
Eumorpha obliquus là một loài bướm đêm thuộc họ Sphingidae. Nó được tìm thấy ở Belize, Guatemala, Nicaragua và Costa Rica phía nam đến Bolivia. Nó cũng có mặt ở Brasil và Guadeloupe.
Sải cánh dài 130–136 mm. Nó giống với Eumorpha anchemolus, nhưng cánh trước ngắn hơn, rộng hơn.
Con trưởng thành bay quanh năm.
Ấu trùng ăn grape species. The larvae of subspecies guadelupensis have been recorded feeding on Cissus sicyoides.

## Phụ loài
- Eumorpha obliquus obliquus (Belize, Guatemala, Nicaragua và Costa Rica phía nam đến Bolivia)
- Eumorpha obliquus guadelupensis (Chalumeau & Delplanque, 1974) (Guadeloupe)
- Eumorpha obliquus orientis (Daniel, 1949) (Brazil)

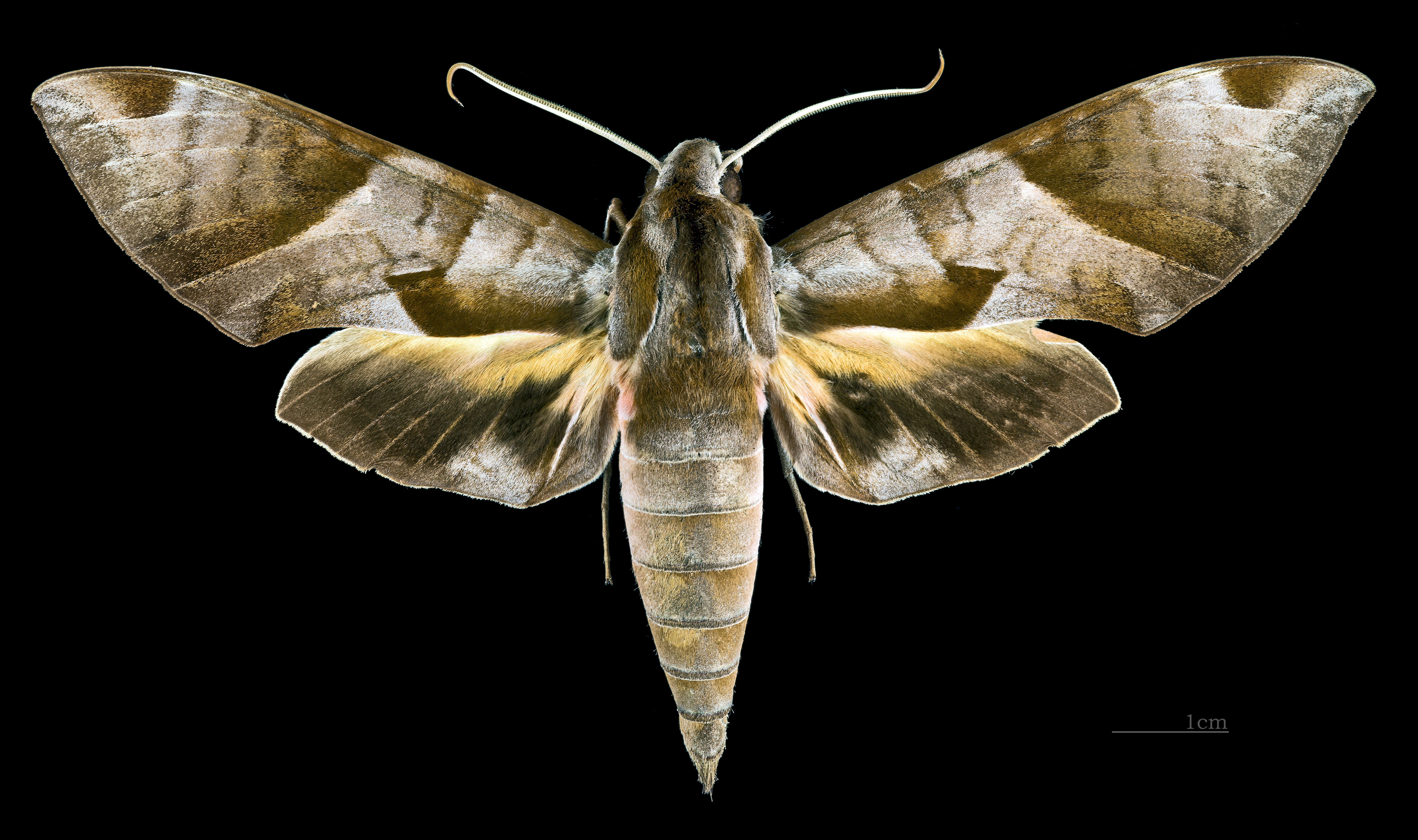
Eumorpha obliquus guadelupensis dorsal male
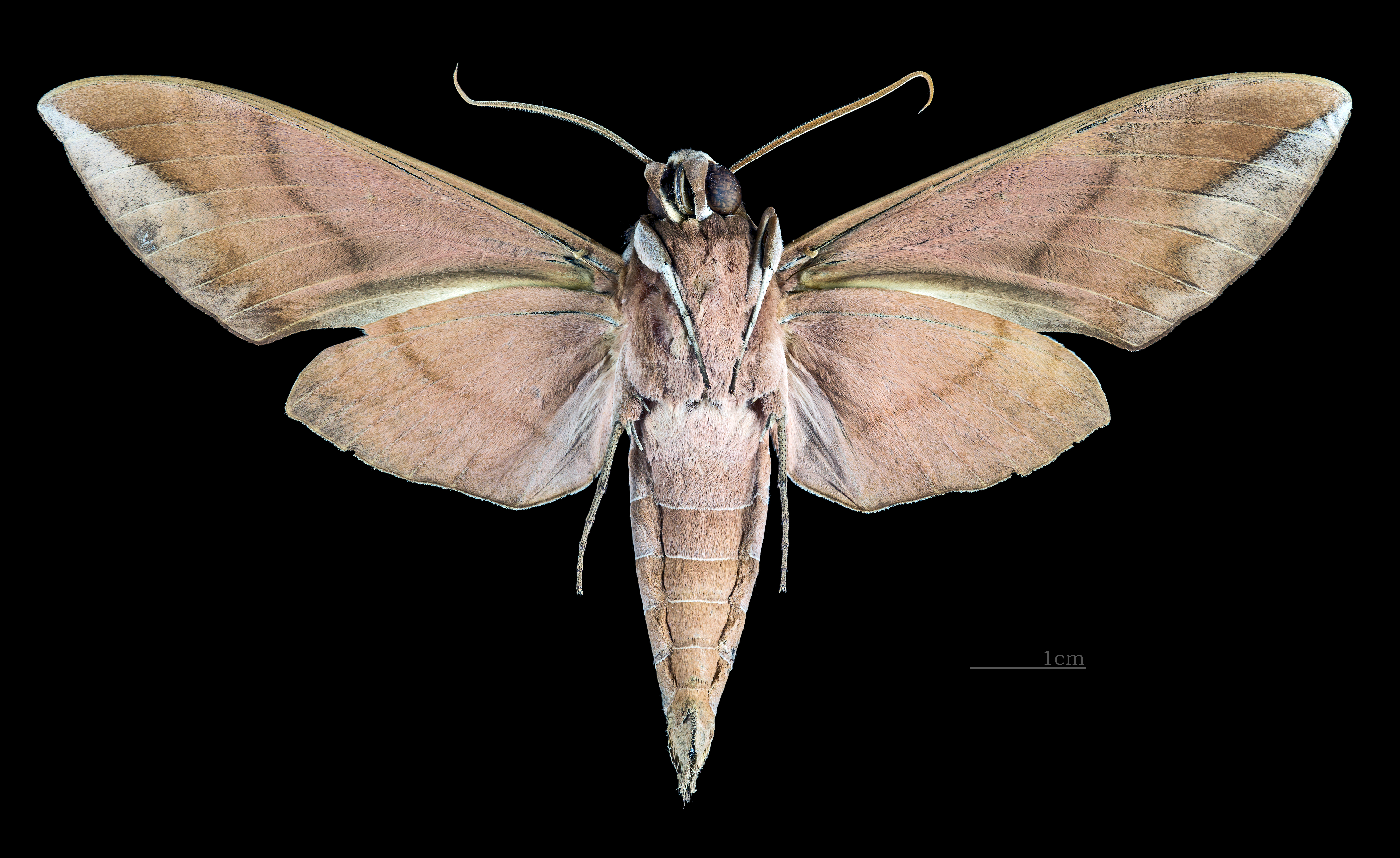
Eumorpha obliquus guadelupensis ventral male
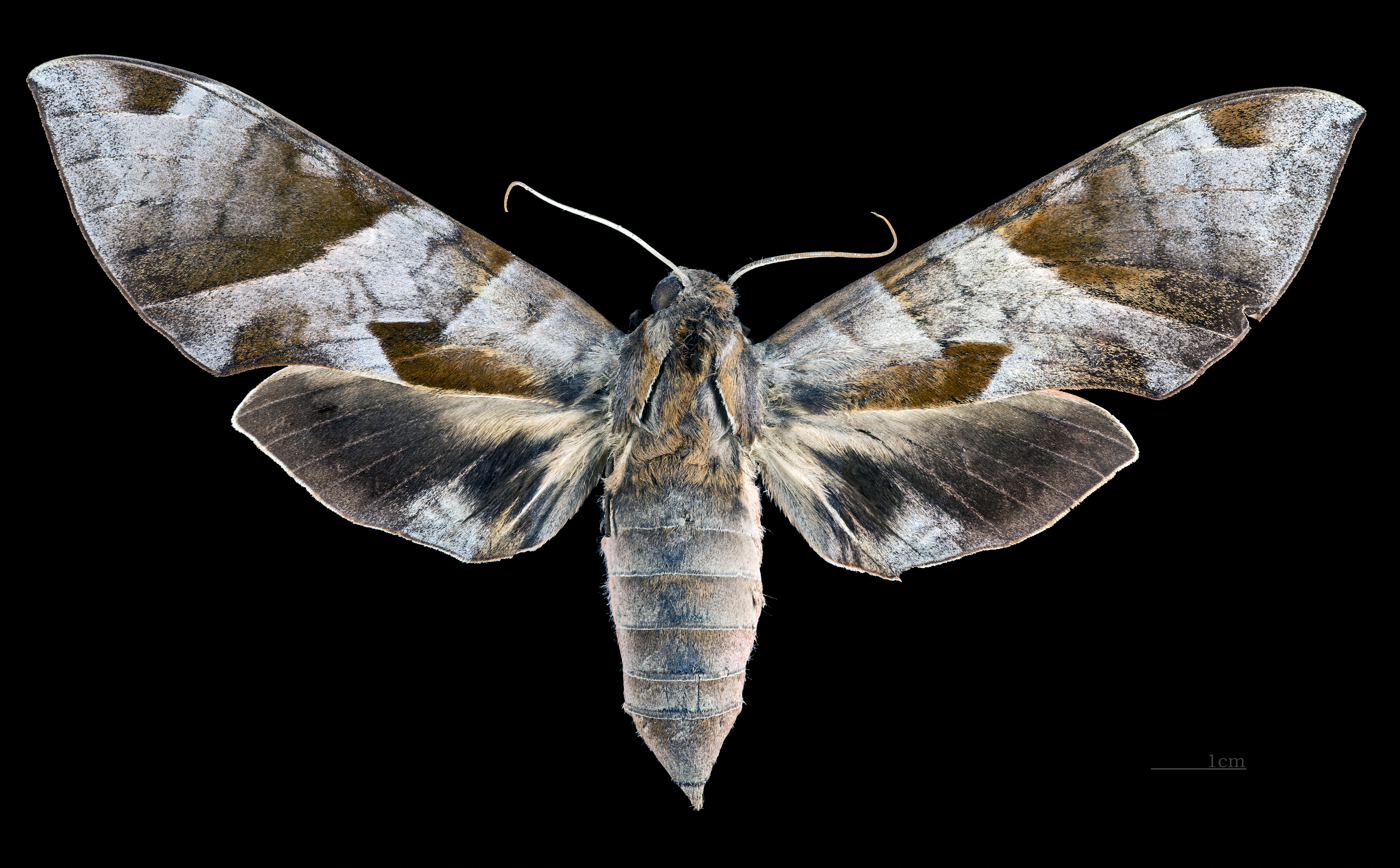
Eumorpha obliquus guadelupensis dorsal female
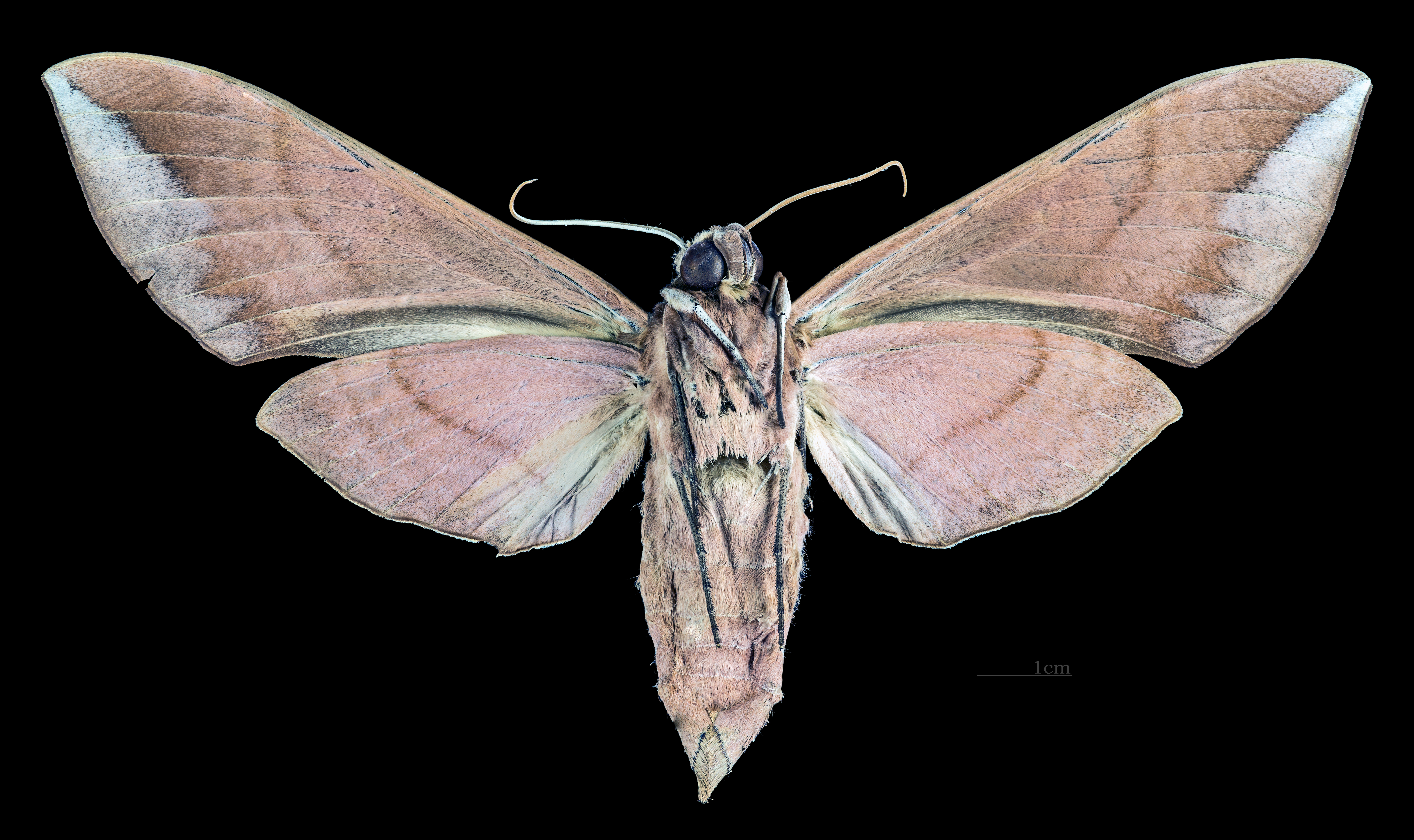
Eumorpha obliquus guadelupensis ventral female